# Yelmer Buurman
Yelmer Buurman, född den 19 februari 1987 i Ubbergen, är en nederländsk racerförare.

## Racingkarriär
Buurman blev trea i Nederländska Formel Renault 2004, och blev sedan femma i Brittiska Formel Renault 2005. Han bytte sedan till Brittiska F3-mästerskapet, där han blev fyra efter två delsegrar 2006. Han satsade sedan på F3 Euroseries, där han blev sexa 2007.
Buurman tog därefter han steget upp till GP2, där han blev nia i GP2 Asia 2008 och tog en andraplats i huvudserien. Han blev överraskande sparkad av Arden och ersatt av Luca Filippi, vilket dock inte förbättrade stallets resultat.
Buurman tävlade därefter med framgång i Superleague Formula 2008, innan han återvände till samma serie 2009 för RSC Anderlecht. Han slutade bland de fem första, men klaarde inte av att på allvar utmana Adrián Vallés och Liverpool FC om titeln.